# František Kunzo
František Kunzo (Spišský Hrušov, 17 settembre 1954) è un ex calciatore cecoslovacco, di ruolo centrocampista.